# Bamtefa Adeyinka
Bamtefa Adeyinka (* 2001) ist eine nigerianische Mittelstreckenläuferin.

## Sportliche Laufbahn
Erste internationale Erfahrungen sammelte Bamtefa Adeyinka bei den Juniorenafrikameisterschaften 2019 in Abidjan, bei denen sie in 2:11,61 min den fünften Platz belegte.
2017 wurde Adeyinka nigerianische Meisterin im 1500-Meter-Lauf.

## Persönliche Bestzeiten
- 800 Meter: 2:08,84 min, 13. Juni 2018 in Lagos
- 1500 Meter: 4:38,80 min, 15. März 2019 in Ilaro
- 5000 Meter: 16:58,53 min, 3. Juni 2017 in Abuja